# Nathan Healey
Nathan Healey (Gosford, 27 febbraio 1980) è un ex tennista australiano.

## Carriera
In carriera ha vinto 3 titoli di doppio. Nei tornei del Grande Slam ha ottenuto il suo miglior risultato raggiungendo i quarti di finale di doppio misto agli Australian Open nel 2007, in coppia con la connazionale Bryanne Stewart.

## Statistiche

### Doppio

#### Vittorie (3)
| Numero | Anno              | Torneo                       | Superficie  | Compagno         | Avversari in finale             | Punteggio     |
| 1.     | 29 luglio 2001    | Orange Prokom Open, Sopot    | Terra rossa | Paul Hanley      | Irakli Labadze Attila Sávolt    | 7-6, 6-2      |
| 2.     | 12 gennaio 2003   | Adidas International, Sydney | Cemento     | Paul Hanley      | Mahesh Bhupathi Joshua Eagle    | 7-6, 6-4      |
| 3.     | 18 settembre 2005 | China Open, Pechino          | Cemento     | Justin Gimelstob | Dmitrij Tursunov Michail Južnyj | 4-6, 6-3, 6-2 |

### Doppio

#### Finali perse (3)
| Numero | Anno           | Torneo                                     | Superficie  | Compagno      | Avversari in finale          | Punteggio     |
| 1.     | 7 ottobre 2001 | Japan Open Tennis Championships, Tokyo     | Cemento     | Paul Hanley   | Rick Leach David Macpherson  | 6-1, 6-7, 6-7 |
| 2.     | 28 luglio 2002 | Orange Prokom Open, Sopot                  | Terra rossa | Jeff Coetzee  | František Čermák Leoš Friedl | 5-7, 5-7      |
| 3.     | 15 luglio 2007 | Hall of Fame Tennis Championships, Newport | Erba        | Igor' Kunicyn | Jordan Kerr Jim Thomas       | 4-6, 5-7      |